# Staurastrum freemanii
Staurastrum freemanii là một loài Song tinh tảo trong họ Desmidiaceae, thuộc chi Staurastrum.